# L'amore è femmina
 (срп. Љубав је жена) песма је италијанске певачице Нине Цили, која је представљала Италију на Избору за Песму Евровизије 2012. године у Бакуу. Са овом песмом Нина Цили је освојила 9. место.
На Фестивалу у Санрему је објављено да ће Нина Цили представљати Италију на Песми Евровизије, али не са песмом Per sempre са којом је учествовала на фестивалу. Недељу дана после тога, италијанска телевизијска кућа RAI за такмичење је изабрала Нинину песму L'amore è femmina.